# Boris Becker (Schauspieler)
Boris Veith Becker (* 13. Februar 1976 in Bergisch Gladbach) ist ein deutscher Schauspieler und Musicaldarsteller.

## Leben
Boris Becker ist der Sohn der aus Königsberg stammenden Balletttänzerin Barbara Becker-Grimoni, Schwester des evangelischen Pfarrers Lorenz Grimoni, die gemeinsam mit Pina Bausch an der Folkwang Universität der Künste studierte und später mit John Cranko und Marcia Haydée zusammen an der Stuttgarter Staatsoper arbeitete. An ihrer Ballettfachschule in Bonn erhielt er bereits im Kindesalter Ballettunterricht, wechselte nach einigen Jahren jedoch vom klassischen Fach zum Stepptanz.
Mit 12 Jahren stand er zum ersten Mal auf einer professionellen Theaterbühne und spielte in Else Lasker-Schülers Stück Arthur Aronymus und seine Väter am Bonner Schauspielhaus; Regie führte damals der Intendant Peter Eschberg. Das Stück war ein großer Erfolg, lief mehrere Spielzeiten mit zahlreichen Gastspielen, u. a. am Habimah Nationaltheater in Tel Aviv, und wurde schließlich vom Westdeutschen Rundfunk fürs Fernsehen aufgezeichnet. Nach diesen für ihn sehr prägenden Jahren fasste er den Entschluss, Schauspieler zu werden.
Er studierte an der Stage School of Music, Dance & Drama in Hamburg, an der er 2003 seinen Abschluss machte. Seither war er deutschlandweit in vielen Theater- und Musiktheaterproduktionen zu sehen. Seine Engagements führten ihn unter anderem nach Hamburg, Lübeck, Köln und Aachen.
Im Kinofilm Schattenstunde, der am 27. Januar 2022 in die deutschen Kinos kam, spielte Becker die Rolle des Schattens. Der Film gewann den First Steps Award in der Kategorie Abendfüllender Spielfilm und lief auf zahlreichen nationalen und internationalen Filmfestivals, wie beispielsweise dem Filmfest München, dem Miami Jewish Film Festival oder dem Tallinn Black Nights Film Festival.

## Theaterrollen
- 1988/90 Arthur Aronimus und seine Väter, Rolle: Willy Himmel, Bonner Kammerspiele, Regie: Peter Eschberg
- 2001 Hin und zurück, Rolle: Arzt, Hamburg, Regie: Jane Ferrell
- 2002 Lampenfieber, Rolle: Adolfo/Cloude, Regie Wolfgang Brehm
- 2002 Ahmal and the Night Visitors, Rolle: Melchior, Zeitbühne Hamburg, Regie: James Edward Wood
- 2003 A New World, Rolle: Graf von Krolock, Altonaer Theater, Regie: James Edward Wood
- 2006 Arsen und Spitzenhäubchen, Rolle: Mortimer Brewster, Brotfabrik Bonn, Regie: Georg Divossen
- 2006 Der kleine Horrorladen, Rolle: Mr. Mushnik, Freilichtspiele Essen
- 2007 Die Schöne und das Biest (Musical), Rolle: Das Biest, Europatournee, Regie: Sina Selenski
- 2006/07 A Christmas Carol, Rolle: Der Geist der Gegenwart, Globe Theatre, Regie: Patrick James O’Connell[6][7]
- 2008 Faust, der Tragödie erster Teil, Rolle: Faust, Kultursommer Rheinland-Pfalz, Regie: Gabriele Nickolmann
- 2009 Betriebsfest auf Rheinisch, Rolle: Sascha Cornelius, Springmaus Bonn, Regie: Bill Mockridge
- 2009 Familienfest auf Rheinisch, Rolle: Danny, Springmaus Bonn, Regie: Bill Mockridge
- 2009–2015 Phantom der Oper (Musical), Rolle: Das Phantom, Europatournee, Regie: Manfred von Wildemann
- 2010 Anatevka (Musical), Rolle: Wachtmeister, Europatournee, Regie: Manfred von Wildemann
- 2011 Der Mann von La Mancha (Musical), Rolle: Gouverneur/Wirt, Grenzlandtheater Aachen, Regie: Ulrich Wiggers[8]
- 2012 Ein Sommernachtstraum, Rolle: Theseus/Oberon/Squenz, Grenzlandtheater Aachen, Regie: Ulrich Wiggers[9]
- 2013/14 Der Mann von La Mancha Rolle: Dr. Carsco / Herzog, Stadttheater Lübeck, Regie: Pascal Chevroton[10]
- 2014 Arsen und Spitzenhäubchen, Rolle: Jonathan Brewster, Grenzlandtheater Aachen, Regie: Ulrich Wiggers[11]
- 2015 My Fair Lady (Musical), Rolle: Henry Higgins, K4, Kilb, Regie: Katharina Strommer[12]

## Filmografie
- 2021 Schattenstunde, Rolle: Der Schatten, Regie: Benjamin Martins[13][14]